# Cal Ferrer (Sant Agustí de Lluçanès)
Cal Ferrer és una casa de Sant Agustí de Lluçanès (Osona) inclosa a l'Inventari del Patrimoni Arquitectònic de Catalunya.

## Descripció
Edifici de planta rectangular amb dos pisos, amb teulat a doble vessant lateral en relació amb la façana que dona al carrer. Els murs són de pedres irregulars i actualment es troben restaurants. L'actual casa del cal Ferer incorpora l'antiga casa del cal Canal, que ara es fa servir de cort. L'estructura global del conjunt està formada per la suma del que havien estat quatre cossos diferents amb les seves corresponents teulades encara distingides. Totes les obertures tenen llinda de pedra.

## Història
A dues de les llindes de la casa es conserven les dates 1731 i 1755. A la casa que abans era Can Canal la llinda presenta la data 1863.